# ياكوفليف ياك إي جي
ياكوفليف إي جي (EG، Eksperimentalnyi Gelikopter) المعروفة أيضا باسم ياك م11فر-1 و شكوتا (M11FR-1 و Shootka)، هي مروحية تجريبية بدوارات المحورية. طار النموذج الأول جوا في كانون الأول / ديسمبر عام 1947.

## مزيد من القراءة
- Gunston بيل (1995). العقاب موسوعة الطائرات الروسية 1875-1995. لندن: العقاب. p.  478. ISBN 1-85532-405-9.